# 44.º governo republicano (Portugal)
O 44.º governo da Primeira República Portuguesa nomeado a 1 de agosto de 1925 e exonerado a 17 de dezembro do mesmo ano, foi liderado por Domingos Pereira.
A sua constituição era a seguinte:
| Cargo                               | Detentor | Detentor                                      | Período                                         |
| ----------------------------------- | -------- | --------------------------------------------- | ----------------------------------------------- |
| Presidente do Ministério            |          | Domingos Pereira (1882–1956)                  | 1 de agosto de 1925 a 17 de dezembro de 1925    |
| Ministro do Interior                |          | Domingos Pereira (1882–1956)                  | 1 de agosto de 1925 a 17 de dezembro de 1925    |
| Ministro da Justiça e dos Cultos    |          | Casimiro Monteiro (1861–1958)                 | 1 de agosto de 1925 a 17 de dezembro de 1925    |
| Ministro das Finanças               |          | António Alberto Torres Garcia (1889–1937)     | 1 de agosto de 1925 a 17 de dezembro de 1925    |
| Ministro da Guerra                  |          | Ernesto Vieira da Rocha (1872–1952)           | 1 de agosto de 1925 a 30 de outubro de 1925     |
| Ministro da Guerra                  |          | José de Mascarenhas (1881–1949)               | 30 de outubro de 1925 a 17 de dezembro de 1925  |
| Ministro da Marinha                 |          | Fernando Augusto Pereira da Silva (1871–1943) | 1 de agosto de 1925 a 17 de dezembro de 1925    |
| Ministro dos Negócios Estrangeiros  |          | Vasco Borges (1882–1942)                      | 1 de agosto de 1925 a 17 de dezembro de 1925    |
| Ministro do Comércio e Comunicações |          | Nuno Simões (1894–1975)                       | 1 de agosto de 1925 a 10 de dezembro de 1925    |
| Ministro do Comércio e Comunicações |          | Manuel Gaspar de Lemos (interino) (1874–1967) | 10 de dezembro de 1925 a 17 de dezembro de 1925 |
| Ministro das Colónias               |          | Isidoro Pereira Leite (1866–1944)             | 1 de agosto de 1925 a 30 de outubro de 1925     |
| Ministro das Colónias               |          | Domingos Pereira (interino) (1882–1956)       | 22 de setembro de 1925 a 30 de outubro de 1925  |
| Ministro das Colónias               |          | Ernesto Vieira da Rocha (1872–1952)           | 30 de outubro de 1925 a 17 de dezembro de 1925  |
| Ministro da Instrução Pública       |          | João Camoesas (1887–1951)                     | 1 de agosto de 1925 a 17 de dezembro de 1925    |
| Ministro do Trabalho                |          | Francisco Alberto da Costa Cabral (1880–1946) | 1 de agosto de 1925 a 27 de novembro de 1925    |
| Ministro da Agricultura             |          | Manuel Gaspar de Lemos (1874–1967)            | 1 de agosto de 1925 a 17 de dezembro de 1925    |